# Волочаевское сельское поселение (Еврейская автономная область)
Волочаевское се́льское поселе́ние — муниципальное образование в Смидовичском районе Еврейской автономной области Российской Федерации.
Административный центр — село Партизанское.

## История
Статус и границы сельского поселения установлены Законом Еврейской автономной области от 26 ноября 2003 года № 228-ОЗ «О статусе и границе Смидовичского муниципального района»

## Население
| 2010  | 2011  | 2012  | 2013  | 2014  | 2015  | 2016  |
| ----- | ----- | ----- | ----- | ----- | ----- | ----- |
| 2287  | ↘2279 | ↘2237 | ↗2240 | ↗2249 | ↘2207 | ↘2175 |
| 2017  | 2018  | 2019  | 2020  | 2021  | 2023  |       |
| ↘2158 | ↘2123 | ↘2089 | ↘2054 | ↘1891 | ↘1839 |       |

## Состав сельского поселения
| № | Населённый пункт | Тип населённого пункта       | Население |
| - | ---------------- | ---------------------------- | --------- |
| 1 | Волочаевка-1     | село                         | ↘1148     |
| 2 | Лумку-Корань     | железнодорожная станция      | →0        |
| 3 | Ольгохта         | железнодорожная станция      | ↘72       |
| 4 | Партизанское     | село, административный центр | ↗1067     |